# Istrian Spring Trophy
L'Istrian Spring Trophy, noto fino al 2005 come Jadranska Magistrala, è una corsa a tappe maschile di ciclismo su strada che si svolge in Istria, in Croazia, ogni anno nel mese di marzo. Creata nel 1961, è rimasta riservata ai dilettanti fino al 1999 e dal 2005 è inserita nel calendario dell'UCI Europe Tour classe 2.2.

## Albo d'oro
Aggiornato all'edizione 2025.
| Anno                  | Vincitore                             | Secondo                               | Terzo                                 |
| Jadranska Magistrala  |                                       |                                       |                                       |
| --------------------- | ------------------------------------- | ------------------------------------- | ------------------------------------- |
| 1961                  | Nevenko Valčić                        |                                       |                                       |
| 1962                  | Nevenko Valčić                        |                                       |                                       |
| 1963                  | Lino Sebelić                          |                                       |                                       |
| 1964                  | Jože Šantavec                         |                                       |                                       |
| 1965                  | Franc Škerlj                          |                                       |                                       |
| 1966                  | Franc Škerlj                          |                                       |                                       |
| 1967                  | Cvitko Bilić                          |                                       |                                       |
| 1968                  | Cvitko Bilić                          |                                       |                                       |
| 1969                  | Milivoj Pocrnja                       |                                       |                                       |
| 1970                  | Cvitko Bilić                          |                                       |                                       |
| 1971                  | Janez Zakotnik                        |                                       |                                       |
| 1972                  | Janez Zakotnik                        |                                       |                                       |
| 1973                  | Ivan Kastelić                         |                                       |                                       |
| 1974                  | Janez Zakotnik                        |                                       |                                       |
| 1975                  | Branko Bedeković                      |                                       |                                       |
| 1976                  | Bojan Ropret                          |                                       |                                       |
| 1977                  | Janez Zakotnik                        |                                       |                                       |
| 1978                  | Drago Frelih                          |                                       |                                       |
| 1979                  | Bojan Ropret                          |                                       |                                       |
| 1980                  | Vinko Polončić                        |                                       |                                       |
| 1981                  | Bruno Bulić                           |                                       |                                       |
| 1982                  | Milan Petroš                          |                                       |                                       |
| 1983                  | Petar Stojanović                      |                                       |                                       |
| 1984                  | Primož Čerin                          |                                       |                                       |
| 1985                  | Andrej Žaubi                          |                                       |                                       |
| 1986                  | Željko Pavlić                         |                                       |                                       |
| 1987                  | Marko Polanc                          |                                       |                                       |
| 1988                  | Robert Pintarič                       |                                       |                                       |
| 1989                  | Gorazd Penko                          |                                       |                                       |
| 1990                  | Marko Polanc                          |                                       |                                       |
| 1991                  | Aleš Pagon                            |                                       |                                       |
| 1992                  | Jure Robič                            |                                       |                                       |
| 1993                  | Andres Lauk                           |                                       |                                       |
| 1994                  | Sandi Papež                           |                                       |                                       |
| 1995                  | Stanimir Odrinski                     |                                       |                                       |
| 1996                  | Luca Manfredini                       |                                       |                                       |
| 1997                  | Andrej Hauptman                       |                                       |                                       |
| 1998                  | Mathias Buxhofer                      |                                       |                                       |
| 1999                  | Arno Kaspert                          |                                       |                                       |
| 2000                  | Vladimir Miholjević                   | Luboš Kejval                          | Rajko Petek                           |
| 2001                  | Andrej Hauptman                       | Michael Rasmussen                     | Jure Golčer                           |
| 2002                  | Jure Golčer                           | Massimo Demarin                       | Walter Bonca                          |
| 2003                  | Pieter Weening                        | Tomáš Konečný                         | Radoslav Rogina                       |
| 2004                  | Jure Zrimšek                          | Stefan Schumacher                     | Borut Božič                           |
| 2005                  | Borut Božič                           | Jan Faltynek                          | Hrvoje Miholjević                     |
| Istrian Spring Trophy |                                       |                                       |                                       |
| 2006                  | Borut Božič                           | Jan Faltynek                          | Tim Klinger                           |
| 2007                  | Edvald Boasson Hagen                  | Grega Bole                            | Hrvoje Miholjević                     |
| 2008                  | Eddy Ratti                            | Kristijan Koren                       | Radoslav Rogina                       |
| 2009                  | Mitja Mahorič                         | Michel Kreder                         | Radoslav Rogina                       |
| 2010                  | Robert Vrečer                         | Blaž Furdi                            | Radoslav Rogina                       |
| 2011                  | Robert Vrečer                         | Radoslav Rogina                       | Mitja Mahorič                         |
| 2012                  | Markus Eibegger                       | Danny van Poppel                      | Marko Kump                            |
| 2013                  | Matej Mugerli                         | Radoslav Rogina                       | Patrik Sinkewitz                      |
| 2014                  | Magnus Cort Nielsen                   | Karel Hník                            | Felix Großschartner                   |
| 2015                  | Markus Eibegger                       | Sergej Nikolaev                       | Silvio Herklotz                       |
| 2016                  | Olivier Pardini                       | Martijn Tusveld                       | Matej Mugerli                         |
| 2017                  | Matej Mugerli                         | Ian Bibby                             | Fabian Giger                          |
| 2018                  | Krister Hagen                         | Kasper Asgreen                        | Tadej Pogačar                         |
| 2019                  | Felix Gall                            | Attila Valter                         | Georg Zimmermann                      |
| 2020                  | annullata per la pandemia di COVID-19 | annullata per la pandemia di COVID-19 | annullata per la pandemia di COVID-19 |
| 2021                  | Finn Fisher-Black                     | Filippo Zana                          | Savva Novikov                         |
| 2022                  | Matthew Riccitello                    | Alex Baudin                           | Sean Flynn                            |
| 2023                  | Tijmen Graat                          | Adam Ťoupalík                         | Darren Van Bekkum                     |
| 2024                  | Noa Isidore                           | Darren van Bekkum                     | Tomos Pattinson                       |
| 2025                  | Adrien Boichis                        | Adrià Pericas                         | Callum Thornley                       |